# Весон (Мисисипи)
Весон (енгл. Wesson) град је у америчкој савезној држави Мисисипи.

## Демографија
По попису из 2010. године број становника је 1.925, што је 232 (13,7%) становника више него 2000. године.
| Група             | 2000.         | 2010.         |
| Белци             | 1.310 (77,4%) | 1.494 (77,6%) |
| Афроамериканци    | 334 (19,7%)   | 344 (17,9%)   |
| Азијати           | 4 (0,2%)      | 8 (0,4%)      |
| Хиспаноамериканци | 31 (1,8%)     | 60 (3,1%)     |
| Укупно            | 1.693         | 1.925         |